# Oberlangen
Oberlangen est une municipalité allemande du land de Basse-Saxe et l'arrondissement du Pays de l'Ems. En 2014, elle comptait 951 hab.

C'était l'emplacement du camp de prisonniers de guerre Stalag VI-C . Il y a un cimetière avec des charniers de prisonniers soviétiques et des tombes individuelles de prisonniers polonais et italiens. sources wikipédia anglais 

## Source
- (de) Cet article est partiellement ou en totalité issu de l’article de Wikipédia en allemand intitulé « Oberlangen » (voir la liste des auteurs).